# Marion Sarraut
Pour les articles homonymes, voir Sarraut.
Marion Sarraut est une réalisatrice  et metteur en scène française née le 13 août 1938 à Saïgon et morte le 12 juillet 2021 à Paris 12e.

## Biographie

### Jeunesse et études
Petite-fille d'Albert Sarraut (1872-1962), ministre, président du Conseil dans l’entre-deux-guerres et gouverneur général de l'Indochine, Marion Sarraut naît le 13 août 1938 à Saïgon en Indochine française. Arrivée en métropole, elle suit pendant trois ans les cours de l'École nationale supérieure des arts et techniques du théâtre de la rue Blanche avant de débuter à l'écran sous la direction des jeunes réalisateurs de la Nouvelle Vague, François Truffaut, Éric Rohmer et Jean-Luc Godard. À leurs côtés, elle participe à la création des Cahiers du cinéma.

### Carrière
Après avoir été scripte puis assistante à la réalisation pour la Société française de production (SFP), elle devient l'une des premières réalisatrices de la télévision française en 1970 à la demande de Maritie et Gilbert Carpentier. Dès lors, elle travaille pendant plus de dix ans sur de nombreuses émissions de variétés dont Numéro un, ainsi que pour des émissions pour enfants dont L'Île aux enfants et Les Visiteurs du mercredi. À partir des années 1980, toujours pour la télévision, elle réalise de nombreuses fictions, séries et téléfilms.

### Engagements
Marion Sarrault a été membre du collectif 50/50 qui a pour but de promouvoir l'égalité des sexes et la diversité sexuelle et de genre dans le cinéma et l’audiovisuel,, membre du conseil d'administration de la Société des auteurs, compositeurs et éditeurs de musique (Sacem) de 2015 à sa mort et membre du conseil d'administration de la Société pour l'administration du droit de reproduction mécanique (SDRM).
Elle a été administratrice de la fondation Ostad Elahi - éthique et solidarité humaine et a réalisé un film sur la vie et l'œuvre d'Ostad Elahi.
Elle a également enseigné le théâtre à l'École des hautes études commerciales de Paris (HEC).

### Mort
Elle meurt le 12 juillet 2021 dans le 12e arrondissement de Paris, à l'âge de 82 ans, des suites d'une longue maladie. Elle est inhumée au cimetière des Batignolles (division 6) à Paris.

## Distinctions
- Chevalière de l'ordre des Arts et des Lettres en 1987 [3]
- Chevalière de la Légion d'honneur  en 2022, au titre de « 44 ans d'activités professionnelles en tant que réalisatrice d'émissions télévisées »[10].

## Hommage
- L'épisode Mauvais sang de la série Alex Hugo, réalisé par Muriel Aubin en 2021, lui est dédié.

## Filmographie

### En tant que comédienne
- 1960 : Tirez sur le pianiste de François Truffaut
- 1961 : Une femme est une femme de Jean-Luc Godard
- 1962 : Le Signe du Lion d'Éric Rohmer

### En tant que réalisatrice

#### Téléfilms
- 1978 : Le Bel Indifférent avec Annie Cordy et Alain Delon[11]
- 1982 : Areu=MC2
- 1982 : La Surface de réparation
- 1996 : Petite Sœur
- 1997 : L'Ami de mon fils
- 1998 : Belle Grand-mère
- 1999 : Jacotte
- 2000 : Toutes les femmes sont des déesses
- 2000 : Fugues
- 2000 : Roule routier
- 2001 : Belle Grand-mère 2
- 2005 : Mis en bouteille au château
- 2009 : Un viol
- 2014 : Le Premier Été
- 2015 : Pacte sacré
- 2017 : La Sainte Famille

### Séries télévisées
- 1980-1981 : Les Amours des années folles,  épisodes La Châtaigneraie et La Femme qui travaille
- 1982 : Les Amours des années grises, épisode Histoire d'un bonheur
- 1983 : Marianne, une étoile pour Napoléon
- 1985 : Hôtel de police
- 1986 : Catherine
- 1987 : Le Gerfaut, épisodes 1 à 15
- 1989 : La Comtesse de Charny
- 1991 : La Florentine
- 1991 : Riviera
- 1994 : Tout feu tout flamme
- 1994 : Placé en garde à vue, épisode Comme il vous plaira
- 1995 : Julie Lescaut, épisode Mourir d'amour
- 1995-1997 : Les Cordier, juge et flic, épisodes Cécile mon enfant (4.1) et Comité d'accueil (5.4)
- 1996-2003 : Une femme d'honneur, épisodes Lola, Lola  (1), La Grotte (2), Les Pirates de la route (3), Double Détente(5), Secret de famille (22) et Droit de garde (24)
- 2001 : Docteur Sylvestre, épisode Des apparences trompeuses (7.7)
- 2001 : Louis la Brocante, épisode Louis et la Belle Soyeuse (3.2)
- 2002-2004 : Père et Maire, épisodes Mariage à tout prix (1.2) et Faillite personnelle (3.7)
- 2004-2005 : Fabien Cosma, épisodes En avoir ou pas (1.5) et La Répétition
- 2006-2007 : Famille d'accueil, épisodes Les Bottes de sept lieues (4.1), Le Témoin (5.3) et Hugo (6.2)

#### Émissions de variétés
- Plus de 150 émissions de variété produites par Maritie et Gilbert Carpentier dont de nombreux Numéro un (1975-1982)
- Émilie ou la Petite Sirène 76, comédie musicale de Michel Berger
- Quelques femmes bulles, sur un scénario d'Agnès Varda

#### Émissions pour enfants
- L'Île aux enfants
- Le Village dans les nuages
- Les Visiteurs du mercredi
- Salut les Mickey
- Croque-vacances

## Théâtre

### Mises en scène
- 2005 : Le Jeu de la vérité de Philippe Lellouche
- 2005 : Jeux d'rôles de Pierre-Olivier Scotto
- 2007 : Prédateurs de Pierre-Olivier Scotto
- 2009-2011 : Boire, fumer et conduire vite de Philippe Lellouche, La Grande Comédie puis théâtre de la Renaissance
- 2011 : Soif de Fred Nony, théâtre du Petit-Saint-Martin
- 2013 : Réactions en chaînes de Smaïn
- 2014 : L'Appel de Londres de Philippe Lellouche
- 2017 : Ça coule de source de Louis-Michel Colla

### Captations télévisées
- La Fille sur la banquette arrière, mise en scène Robert Hossein, avec Anny Duperey et Jean-Pierre Cassel
- L'Affaire du courrier de Lyon, mise en scène Robert Hossein
- Le Tombeur, avec Michel Leeb
- Cyrano de Bergerac, avec Jean-Paul Belmondo
- Un fil à la patte, avec Christian Clavier et Jacques Villeret
- Pleins Feux avec Line Renaud
- Jésus était son nom de Robert Hossein et Alain Decaux, mise en scène Robert Hossein
- Je m'appelais Marie-Antoinette, mise en scène Robert Hossein